# Радмила Јовановић Поњавић
Радмила Јовановић Поњавић (Београд, 1977) српски је драматург и сценариста.

## Биографија
Радмила Јовановић Поњавић је 2004. године дипломирала драматургију у класи професора Синише Ковачевића на Академија уметности БК. Писала је у многим пројектима као сценариста. Сценариста за серију „Мало пажње, молим”, „Синђелићи”, „Горки плодови”.
Ћерка је позоришног и телевизијског редитеља Слободана Ж. Јовановића.
Члан је удружења драмских писаца Србије (УДПС) и удружења драмских уметника Србије. Живи и ради у Београду.

## ТВ серије
- Синђелићи (2016)[2]
- У сосу (2010)
- Горки плодови (2007)
- Споменици Београда (2006)
- Мало пажње, молим (2001)

## Сценарио за филм
- Фаул, режија Јасмин Поњавић (2008)

## ТB емисије
- ТВ прекид, сценарио, БК телевизија, режија Бојан Вук Косовчевић (2002)
- Промени програм, сценарио, БК телевизија, режија Бојан Вук Косовчевић (2003)

## Радио драма
- Стаклена соба, Радио Београд, режија Бојан Вук Косовчевић (2002)

## Позоришне представе
- Љубинко и Десанка, драматизација, (2012) театар „Шумадија,,
- Попај и Олива Балерина, драматизација, (2004)позориште ,, Бакине приче,,

## Јавна читања драме
- Вечна маска (2010), режија Слободан Ж. Јовановић, Позориште Младих, Нови Сад
- Караконџула (2009), режија Јован Грујић, позориште, Модерна Гаража, Београд

## Сценарио за филм
- Повратна карта за снове, (2003)
- Фрик, (2004)
- Е-веза, (2002)
- Весела киша, (2001)

## Позоришне драме
- Бибија, ( мјузикл ) (2017)
- Фрик, (2016)
- Ето, (2006)
- Караконџула, (2004)
- Вечна маска, (2003)
- Повратна карта за снове, (2000)

#### Радио драме
- Ето, (2015)
- Стаклена соба, (1996)